# Mahbouba Seraj
Mahbouba Seraj (paschtunische Sprache: محبوبه سراج) (geboren 1948 in Kabul) ist eine afghanische Journalistin und Frauenrechtlerin. Das Time Magazine zeichnete sie als eine der hundert einflussreichsten Persönlichkeiten des Jahres 2021 aus. Im selben Jahr setzte die BBC sie auf ihre Liste 100 Women.

## Familie
Mahbouba Seraj ist die Nichte des ehemaligen afghanischen Königs Amanullah Khan. Sie besuchte die Malalai High School für Mädchen und studierte an der Universität Kabul. Damals mussten Frauen sich nicht verschleiern und waren Parlamentsabgeordnete. Später war Seraj für die UNO tätig und reiste dafür unter anderem nach New York.
Seraj heiratete ein Mitglied der afghanischen Königsfamilie. 1987 wurde während der sowjetischen Intervention in Afghanistan Serajs gesamte Familie inhaftiert.

## Engagement
Bevor die Taliban die Herrschaft übernahmen, gelang es Seraj mit Hilfe von Freunden, das Land zu verlassen. Sie war zuerst einige Monate in Bonn und zog dann nach New York. Dort schloss sie sich der amerikanischen Frauenbewegung an, lernte Gloria Steinem kennen und nahm gemeinsam mit ihr an Demonstrationen teil.
2003 kehrte Mahbouba Seraj nach Afghanistan zurück. Sie war zunächst im Außenministerium für die Ausbildung afghanischer Diplomaten in Englisch und Etikette zuständig und schulte sie auch im Umgang mit Frauen bei internationalen Treffen.
Seit ihrer Rückkehr arbeitet die Frauenrechtlerin mit Frauen und Kindern und gründete und unterstützte zahlreiche Initiativen und Organisationen. So rief sie die Radiosendung für Frauen mit dem Titel „Unser geliebtes Afghanistan, von Mahbouba Seraj“ ins Leben und war dort als Sprecherin tätig. Auch gründete sie in den Dörfern Frauengruppen, in denen Frauen zuvor aufgenommene Radiosendungen anhörten und darüber diskutierten. Mahbouba Seraj ist Gründerin und Präsidentin der Organization for Research in Peace and Solidarity (ORPS), die in nahezu allen afghanischen Provinzen Forschungsvorhaben über die Bedeutung von Frieden und Solidarität durchführt und die Diskussion unter der Jugend fördert. Sie ist außerdem Mitglied des Vorstands des größten afghanischen Frauennetzwerks, des Afghan Women Network (AWN) und Direktorin des renommierten Afghan Women Skills Development Center (AWSDC), einer Organisation, die mit Opfern von Gewalt arbeitet.
Auch auf politischer Ebene setzt sie sich für Frauen ein. So trieb sie die Beteiligung von Frauen an der Friedens-Dschirga 2010 und im 2010 gegründeten Afghan High Peace Council voran. Seraj strebte eine Beteiligung von Frauen an den Friedensgesprächen zwischen den Taliban und den USA an. Zusammen mit anderen Frauen sorgte sie für eine höhere Zahl afghanischer Frauen an der Afghanistan-Konferenz in Bonn 2011. Zusammen mit Samira Hamidi vom Afghan Women Network (AWN) und zehn weiteren Afghaninnen reiste sie in Eigeninitiative nach Bonn, denn eine Einladung hatten die Frauen nicht. Auch bei der Folgekonferenz 2012 in Tokyo waren sie vertreten.
2011 forderte sie vom Westen konkrete Zusagen an Afghanistan, etwa die Garantie einer finanziellen Unterstützung bis 2024, bis das Land wirtschaftlich auf eigenen Beinen stehen könne. Außerdem solle die Unterstützung Pakistans und anderer Nachbarländer Afghanistans daran geknüpft werden, dass dort keine Aufständischen ausgebildet und geschützt werden dürften.
Seit 2013 engagiert sie sich für den New Deal for Fragile States Process und sitzt im Finanzministerium im Beratergremium dafür.
Auch nach der Rückkehr der Taliban nach Afghanistan 2021 setzte Mahbouba Seraj ihre Arbeit fort. Die Taliban schränkten Frauenrechte ein und machten Errungenschaften rückgängig. So führten sie etwa an den Universitäten die Trennung der Geschlechter wieder ein und untersagten es Frauen, Kricket zu spielen. Dennoch ist Mahbouba Seraj der Meinung, dass der Druck aus dem In- und Ausland die Taliban dazu bringen werde, ihre Rolle in der Frauenfrage zu korrigieren.
Die Frauenrechtlerin hat sich dem Kampf gegen Korruption verschrieben, die sie für die Ursache vieler Missstände nicht nur in Afghanistan hält.

## Auszeichnungen
- 2021: Time Magazine: Auszeichnung als eine der hundert einflussreichsten Persönlichkeiten des Jahres 2021, Time100[6]
- 2021: BBC: Auswahl für die Liste 100 Women (BBC)[7]

## Veröffentlichungen (Auswahl)
- Where Are the Afghan Women?, in: Huffington Post, 29. Juli/28. September 2014
- Afghanistan -- Where Is It Headed?, in: Huffington Post, 21. April/21. Juni 2015